# Al vaivén de mi carreta
Al vaivén de mi carreta è una canzone composta dal cantautore e chitarrista Ñico Saquito nel 1936 e incisa con Los Guaracheros de Oriente.

## Testo e significato
Compadre oiga mi cuarteta:

no tenemos protección, ¡ya ve!
 
(...)
 
Eeee...Trabajo para el inglés,
 
qué destino traicionero,
 
sudando por un dinero
 
que en mis manos no tendré.
 
(...)
 
Triste vida la del carretero
 
que anda por esos cañaverales. 
 
Sabiendo que su vida es un destierro
 
se alegra con sus cantares.
 
(rit.)
 
Cuando llegaré,
 
cuando llegaré al bohío?»
(Ñico Saquito)
Questo guajira è il lamento di un carrettiere al servizio del colonizzatore (el inglés) e della sua dura giornata di lavoro che, per tutto l'anno, inizia all'alba e finisce al tramonto (Trabajo de enero a enero y también de Sol a Sol), fra le piantagioni di canna da zucchero (que anda por esos cañaverales). E si lamenta per il suo destino infido. Ma nonostante la sua dura vita, sudando per dei soldi che non avrà, consapevole che la sua vita è come un esilio, si rallegra con le sue canzoni.

## Altre versioni
Nel 1975 il cantautore argentino Atahualpa Yupanqui, all’indomani della Guerra del Vietnam conclusasi il 30 aprile con la vittoria dei vietcong, realizzò una parziale cover del brano di Ñico Saquito, salvo aggiungere nel finale alcune sue strofe di contestazione nei confronti degli USA per le politiche che conducevano in America Latina ed in particolare in Messico e Panama.